# Sertão (Rio Grande do Sul)
Pour les articles homonymes, voir Sertão (homonymie).
Sertão est une ville brésilienne du Nord-Ouest de l'État du Rio Grande do Sul, faisant partie de la microrégion de Passo Fundo et située à 325 km au nord-ouest de Porto Alegre, capitale de l'État. Elle se situe à une latitude de 28° 03′ 33″ sud et à une longitude de 52° 40′ 38″ ouest, à une altitude de 735 mètres. Sa population était estimée à 6 663, pour une superficie de 439 km2.
Autour de la construction de voir ferrée, en 1918, les premiers habitants italiens qui s'installèrent sur le lieu de l'actuelle municipalité donnèrent le nom de sertão à l'endroit en raison d'une importante végétation de cerrado similaire à celle du Sertão, région du Nord-Est du pays. L'une rappelait l'autre.

## Villes voisines
- Quatro Irmãos
- Ipiranga do Sul
- Estação
- Getúlio Vargas
- Charrua
- Tapejara
- Vila Lângaro
- Coxilha
- Pontão